# 卡特汉姆车队
卡特汉姆车队（英語：Caterham F1），前身为蓮花车队（Team Lotus），是一支於2012年至2014年参加世界一级方程式锦标赛的車隊，由英國專門生產蓮花Seven復古跑車的卡特汉姆汽車公司接手經營。2015年初，车队解散。

## 2010年賽季
由老將雅诺·特鲁利搭配海基·科瓦萊寧，馬來西亞的Fairuz Fauzy 則擔任第三及測試車手。使用考斯沃斯 CA2010 引擎搭配XTRAC提供之變速箱。2010年的賽車命名為T127。本賽季成為三支新車隊中成績最好的一支。

## 2011年賽季
仍然由雅诺·特鲁利搭配海基·科瓦萊寧。本賽季則使用紅牛雷諾車隊提供的變速箱和液壓系統，引擎則改由雷諾提供。2010年的賽車命名為T128，且車隊名稱改為莲花車隊（原為蓮花賽車Lotus Racing）並使用蓮花車廠傳統標誌。

## 更名：卡特汉姆车队
更名後首款F1赛车CT01保留了原车队去年的绿色涂饰，并于2012年1月26日在《F1 Racing》杂志上发布此车。该车是车队工厂打造的第一辆有安装动能回收系统(KERS)系统的一级方程式赛车。

### 2012年赛季
在赛季开始前，俄羅斯籍車手佩特罗夫顶替了意大利老将成为车队的主力车手

## 解散
2014年，车队接连错过了美国大奖赛和巴西大奖赛，并不得不寻求众筹，以求参加赛季最后一场阿布扎比大奖赛和季末测试。在2015年2月27日，国际汽车联合会公布了2015年世界一级方程式锦标赛参赛名单，卡特汉姆车队不在其中。3月，车队资产被拍卖，宣告車队正式解散。